# Хачатрян, Абел Оганесович
Абел Оганесович Хачатрян (род. 10 ноября 1984, Ереван) — украинский тренер по боксу. Тренер Цотне Рогавы, боксёра-профессионала Арнольда Хегая. Призёр международных турниров по боксу, мастер спорта Армении по боксу; мастер спорта Украины, чемпион мира по тайскому боксу.

## Биография
В 2005 году  окончил Ереванский государственный институт физической культуры и спорта, тренер-педагог. 2005—2007 года — служил во Внутренних войсках Армении в спортивной роте.
2008—2011 года — начал тренерскую деятельность в Ереване, как помощник старшего тренера по боксу. Принимал участие в тренировочном процессе Оганеса Даниеляна — участника Олимпийских игр 2008 года (Пекин), чемпиона Европы 2008 года.
2012—2015 года — тренер спортивного клуба «Капитан» (Одесса, Украина). Принимал участие в тренировочном процессе Елены Колесник — Мастера спорта Украины по боксу.
2015—2016 года — работал, в качестве волонтёра, тренером в Glendale Fighting Club (США). Под руководством Абела Хачатряна тренировались Ариф Магомедов и Мелсик Багдасарян.
2016—2017 года — тренер в клубе единоборств «Боевые перчатки» (Москва, Россия). Участвовал в тренировочном процессе Руслана Хамикоева, Александра Котова, Дмитрия Хасиева. Под руководством Абела Хачатряна Александр Котов стал чемпионом России по боксу (2017 г.).
С 2017 года — по настоящее время — основатель и главный тренер боксёрского клуба Abel Boxing Gym. Среди воспитанников клуба: Арнольд Хегай, Цотне Рогава, а также Александр Железняк, Георгий Задорожный, Марат Григорян.